# 尼古拉斯·拉普羅維托拉

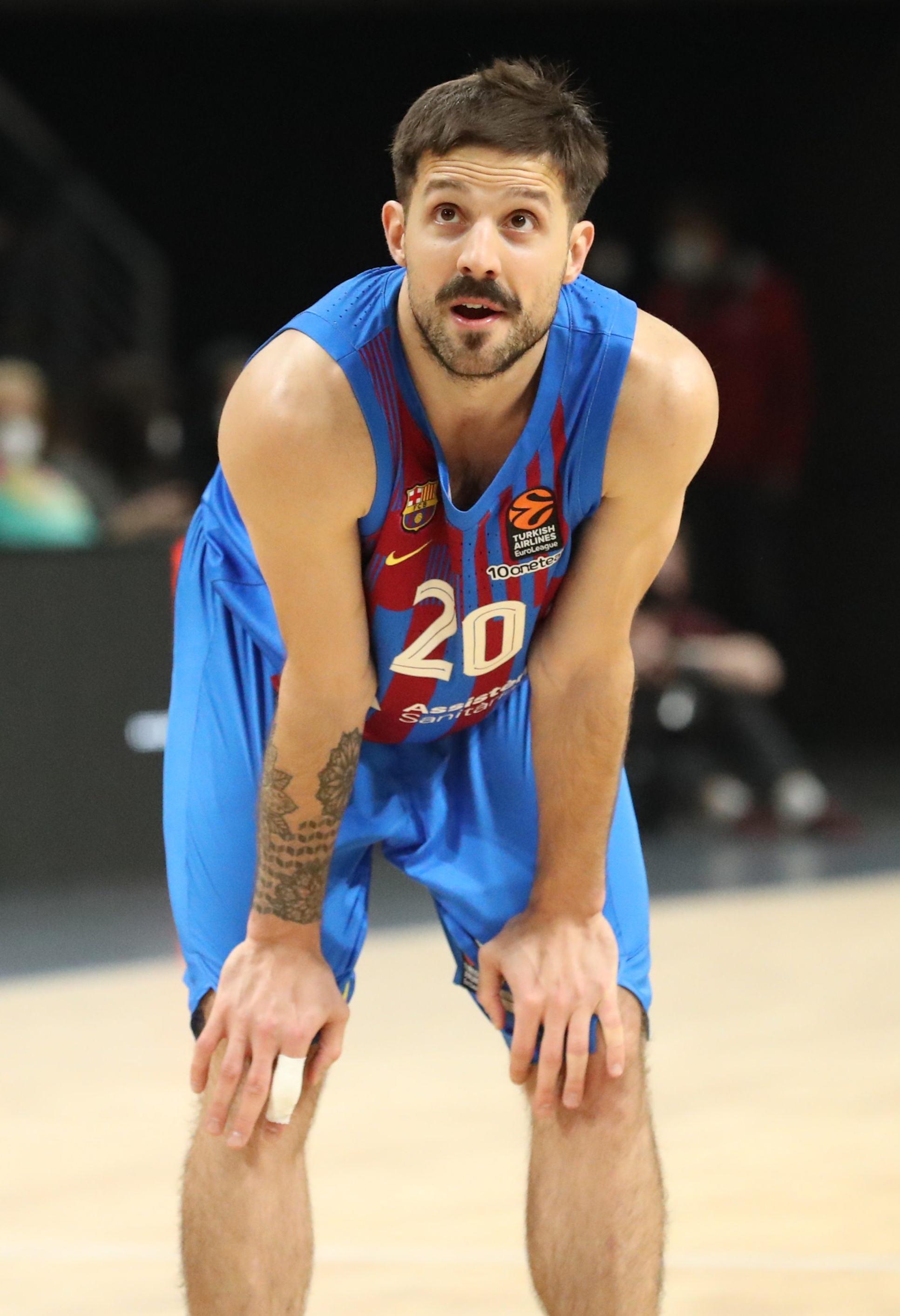
尼古拉斯·拉普羅維托拉 (2022)

尼古拉斯·拉普羅維托拉（西班牙語：Nicolás Laprovíttola，1990年1月31日—），阿根廷籃球運動員。在場上的位置是控球後衛。他現在效力於巴西籃球聯賽球隊弗拉門戈籃球俱樂部。他也代表阿根廷國家籃球隊參賽。